# Logique de la Sensation

Logique de la Sensation est un livre du philosophe français Gilles Deleuze, publié en 1981 aux éditions de la Différence, consacré au peintre anglais Francis Bacon (1909-1992) après une année de cours à l'Université Paris VIII à analyser l'œuvre du peintre et la démarche des peintres modernes et contemporains. 

## Plan général de l'ouvrage
Le plan de l'ouvrage entend considérer différents aspects des tableaux de Francis Bacon " du plus simple au plus au plus complexe" du "point de vue d'une logique générale de la sensation".
Chapitre 1 : Le rond, la piste
Chapitre 2 : Note sur les rapports de la peinture ancienne avec la figuration
Chapitre 3 : L'athlétisme
Chapitre 4 : Le Corps, la Viande et l'esprit, le devenir-animal
Chapitre 5 : Notes récapitulatives : périodes et aspects de Bacon
Chapitre 6 : Peinture et sensation
Chapitre 7 : L'hystérie
Chapitre 8 : Peindre les forces
Chapitre 9 : Couples et triptyques
Chapitre 10 : Notes : Qu'est ce qu'un triptyque ?
Chapitre 11 : La peinture avant de peindre
Chapitre 12 : Le Diagramme
Chapitre 13 : L'analogie
Chapitre 14 : Chaque peintre à sa manière résume l'histoire de la peinture
Chapitre 15 : La traversée de Bacon
Chapitre 16 : Note sur la couleur
Chapitre 17 : L'œil et la main

## Analyse
Le premier chapitre pose la question des relations entre les différents éléments inscrits dans deux tableaux de Francis Bacon intitulés : "Portrait de Lucian Freud" (1971) et "Portrait de Georges Dyer" (1966). Pour Deleuze, ils peuvent être lus comme les présentations d'une figure isolée sur un fond délimité par un rond, un cube ou une barre. Il présente ainsi la relation dynamique entre la figure (le personnage) et sa figuration, mais aussi entend montrer la distance que Bacon établit entre la peinture et l'illustration narrative, pour ce faire Deleuze introduit la notion de "Figural" signe s'en tenant au fait, en opposition à la représentation pour conjurer le "figuratif, l'illustratif, le narratif".

## Réception critique
Pour le philosophe Denis Viennet dans son article L’image : entre représentation et irreprésentable, les transfigures de Duchamp et les défigures de Bacon, Deleuze montre l'importance de la déformation avec Bacon ou " la représentation n’est telle que parce qu’elle témoigne d’un quelque chose, irreprésentable ou imprésentable, qui l’excède : l’événement de la Figure se nomme ainsi dé-figure". 
Pour Maxime Girard, dans son article Forces et sensations dans la peinture de Francis Bacon, Deleuze articule l’idée de sensation avec
«l’idée de force, de forces vitales, de forces invisibles» et considère «l’existence humaine comme ressenti, comme intensive».